# 2005-ös Teen Choice Awards
A 2005-ös Teen Choice Awards a 2004-es év legjobb filmes, televíziós és zenés alakításait értékelte. A díjátadót 2005. augusztus 16-án tartották a kaliforniai Gibson Amphitheatreben, a műsor házigazdája Hilary Duff és Rob Schneider volt. A ceremóniát a Fox televízióadó közvetítette élőben.

## Győztesek és jelöltek

### Filmek
Forrás:
| Legjobb akciófilm | Legjobb színész akciófilmben/thrillerben |
| --- | --- |
| - Star Wars III. rész – A sithek bosszúja - A Bourne-csapda - Galaxis útikalauz stopposoknak - Mennyei királyság - Dogtown urai - Mr. és Mrs. Smith - A nemzet aranya - Sin City – A bűn városa | - Chad Michael Murray – Viasztestek - Orlando Bloom – Mennyei királyság - Jim Carrey – Lemony Snicket: A balszerencse áradása - Hayden Christensen – Star Wars III. rész – A sithek bosszúja - Matt Damon – A Bourne-csapda - Heath Ledger – Dogtown urai - Matthew McConaughey – Szahara - Brad Pitt – Mr. és Mrs. Smith |
| Legjobb színésznő akciófilmben/thrillerben | Legjobb filmdráma |
| - Angelina Jolie – Mr. és Mrs. Smith - Jessica Alba – Sin City – A bűn városa - Penélope Cruz – Szahara - Elisha Cuthbert – Viasztestek - Jennifer Garner – Elektra - Sarah Michelle Gellar – Átok - Keira Knightley – Artúr király - Natalie Portman – Star Wars III. rész – A sithek bosszúja | - Szerelmünk lapjai - Aviátor - Carter edző - Én, Pán Péter - Péntek esti fények - A régi környék - A tűzből nincs kiút - Négyen egy gatyában |
| Legjobb színész filmdrámában | Legjobb színésznő filmdrámában |
| - Ryan Gosling – Szerelmünk lapjai - Zach Braff – A régi környék - Tom Cruise – Collateral – A halál záloga - Johnny Depp – Én, Pán Péter - Leonardo DiCaprio – Aviátor - Jamie Foxx – Ray - Samuel L. Jackson – Carter edző - Joaquin Phoenix – A tűzből nincs kiút | - Rachel McAdams – Szerelmünk lapjai - Alexis Bledel – Négyen egy gatyában - Scarlett Johansson – Jó társaság - Brittany Murphy – Magánürügy - Natalie Portman – A régi környék és Közelebb - Amber Tamblyn – Négyen egy gatyában - Kerry Washington – Ray - Kate Winslet – Én, Pán Péter |
| Legjobb vígjáték | Legjobb színész vígjátékban |
| - Nevetséges Napóleon - Tor-túra - A csajom apja ideges - A randiguru - Papák a partvonalon - Csontdaráló - Vejedre ütök - Gorillabácsi | - Will Smith – A randiguru - Vin Diesel – Gorillabácsi - Jimmy Fallon – Szívem csücskei - Will Ferrell – A híres Ron Burgundy legendája és Papák a partvonalon - Jon Heder – Nevetséges Napóleon - Ashton Kutcher – A csajom apja ideges és Szerelem sokadik látásra - Adam Sandler – Csontdaráló - Ben Stiller – Vejedre ütök |
| Legjobb színésznő vígjátékban | Legjobb randifilm |
| - Sandra Bullock – Beépített szépség 2. – Csábítunk és védünk - Drew Barrymore – Szívem csücskei - Hilary Duff – Los Angeles-i tündérmese - Lindsay Lohan – Kicsi kocsi – Tele a tank - Jennifer Lopez – Anyád napja - Eva Mendes – A randiguru - Amanda Peet – Szerelem sokadik látásra - Queen Latifah – Szép még lehetsz | - Szerelmünk lapjai - Los Angeles-i tündérmese - Szívem csücskei - A csajom apja ideges - A randiguru - Szerelem sokadik látásra - Anyád napja - Mr. és Mrs. Smith |
| Legjobb thriller | Legjobb animációs/számítógépes animációt használó film |
| - Viasztestek - A rettegés háza - Constantine, a démonvadász - Átok - Bújócska - A kör 2. - Fűrész - A falu | - Shrek 2. - Dagi Albert - A Hihetetlen család - Madagaszkár - Pata-csata - Robotok - Cápamese - Amerika kommandó: Világrendőrség |
| Legjobb gonosz | Legidegesítőbb karakter |
| - Jim Carrey – Lemony Snicket: A balszerencse áradása - Gisele Bündchen – Amerikai taxi - Hayden Christensen – Star Wars III. rész – A sithek bosszúja - James Cromwell – Csontdaráló - Tom Cruise – Collateral – A halál záloga - Ian McDiarmid – Star Wars III. rész – A sithek bosszúja - Alfred Molina – Pókember 2. - Elijah Wood – Sin City – A bűn városa | - Jennifer Coolidge – Los Angeles-i tündérmese - Kevin Bacon – Szép még lehetsz - Brian Bosworth – Csontdaráló - Will Ferrell – Papák a partvonalon - Jane Fonda – Anyád napja - Jon Gries – Nevetséges Napóleon - Johnny Knoxville – Dogtown urai - Vince Vaughn – Csak lazán! |
| Legjobb áttörő alakítást nyújtó színész | Legjobb áttörő alakítást nyújtó színésznő |
| - Ryan Gosling – Szerelmünk lapjai - Zach Braff – A régi környék - Jon Heder – Nevetséges Napóleon - Emile Hirsch – Dogtown urai - Jared Padalecki – Viasztestek - Michael Rady – Négyen egy gatyában - Victor Rasuk – Dogtown urai - Bob Sapp – Csontdaráló | - Haylie Duff – Nevetséges Napóleon - Ashanti – Carter edző - Jenna Boyd – Négyen egy gatyában - Gisele Bündchen – Amerikai taxi - America Ferrera – Négyen egy gatyában - Paris Hilton – Viasztestek - Blake Lively – Négyen egy gatyában - Zoe Saldana – A csajom apja ideges |
| Legjobb kémia filmben | Legjobb csók |
| - Ryan Gosling és Rachel McAdams – Szerelmünk lapjai - Drew Barrymore és Jimmy Fallon – Szívem csücskei - Hilary Duff és Chad Michael Murray – Los Angeles-i tündérmese - Jane Fonda és Jennifer Lopez – Anyád napja - Jon Heder és Efren Ramirez – Nevetséges Napóleon - Angelina Jolie és Brad Pitt – Mr. és Mrs. Smith - Ashton Kutcher és Bernie Mac – A csajom apja ideges - Chris Rock és Adam Sandler – Csontdaráló | - Ryan Gosling és Rachel McAdams – Szerelmünk lapjai - Drew Barrymore és Jimmy Fallon – Szívem csücskei - Orlando Bloom és Eva Green – Mennyei királyság - Zach Braff és Natalie Portman – A régi környék - Penélope Cruz és Matthew McConaughey – Szahara - Hilary Duff és Chad Michael Murray – Los Angeles-i tündérmese - Kevin James és Will Smith – A randiguru - Angelina Jolie és Brad Pitt – Mr. és Mrs. Smith |
| Legjobb rapzenész | Leghisztisebb karakter |
| - Nelly – Csontdaráló - André 3000 – Csak lazán! - Ice Cube – XXX 2 – A következő fokozat - Ja Rule – A 13-as rendőrőrs - LL Cool J – Egy gyilkos agya - Ludacris – Ütközések - Mos Def – Galaxis útikalauz stopposoknak - Queen Latifah – Szép még lehetsz | - Jon Heder – Nevetséges Napóleon - Courteney Cox – Csontdaráló - Jimmy Fallon – Szívem csücskei - Will Ferrell – Papák a partvonalon - America Ferrera – Négyen egy gatyában - Jane Fonda – Anyád napja - Ashton Kutcher – A csajom apja ideges - Queen Latifah – Szép még lehetsz |
| Legjobb harc | Leghazudósabb karakter |
| - Brad Pitt vs. Angelina Jolie – Mr. és Mrs. Smith - Elisha Cuthbert és Chad Michael Murray vs. Brian Van Holt – Viasztestek - Will Ferrell vs. a többi hiradós – A híres Ron Burgundy legendája - Jon Heder vs. Jon Gries – Nevetséges Napóleon - Ashton Kutcher vs. Bernie Mac – A csajom apja ideges - Ewan McGregor vs. Grievous tábornok – Star Wars III. rész – A sithek bosszúja - Stone Cold Steve Austin vs. Bob Sapp – Csontdaráló - Z-boys vs. vacsorarendelő – Dogtown urai | - Angelina Jolie – Mr. és Mrs. Smith - Jim Carrey – Lemony Snicket: A balszerencse áradása - Jane Fonda – Anyád napja - Jon Heder – Nevetséges Napóleon - Ashton Kutcher – A csajom apja ideges - Brad Pitt – Mr. és Mrs. Smith - Natalie Portman – A régi környék - Ben Stiller – Vejedre ütök |
| Legkínosabb jelenet | Legjobb táncos jelenet |
| - Hilary Duff az iskolai gyűlésen – Los Angeles-i tündérmese - Zach Braff egy kutya vonzalmának a tárgya – A régi környék - Jon Gries elmondja Jon Heder szerelmének, hogy a srác ágyba vizel – Nevetséges Napóleon - Ashton Kutcher lebukik a barátnője fehérneműjével – A csajom apja ideges - Adam Sandler sminkjelenete – Csontdaráló - Will Smith allergiás reakciója – A randiguru - Ben Stiller beszéde az eljegyzési partin – Vejedre ütök - Renée Zellweger egy disznóólban landol – Bridget Jones: Mindjárt megőrülök!                                                             | - Jon Heder Pedro választási gyűlésének színpadján – Nevetséges Napóleon - Sandra Bullock és Regina King mint vegasi táncosnők – Beépített szépség 2. – Csábítunk és védünk - Richard Gere és Jennifer Lopez – Hölgyválasz - Ryan Gosling és Rachel McAdams az utcán táncol – Szerelmünk lapjai - Seth Green megkoreografálja a felvételt – Csak lazán! - Angelina Jolie és Brad Pitt tangózik – Mr. és Mrs. Smith - Ashton Kutcher keringőzni tanítja Bernie Mac-et – A csajom apja ideges - Will Smith táncolni tanítja Kevin Smith-t – A randiguru                          |
| Legjobb rocksztár jelenet | Legromantikusabb jelenet |
| - Ashton Kutcher – "I'll Be There for You" – Szerelem sokadik látásra - John Cho és Kal Penn – "Hold On" – Kalandférgek - Jimmy Fallon – "This Will Be (An Everlasting Love)" – Amerikai taxi - Bernie Mac elénekli a feleségének tett fogadalmát – A csajom apja ideges - The Rock videoklippet készít – Csak lazán! - Aaron Ruell az esküvőjén éneekel – Nevetséges Napóleon - Will Smith – "Reasons" (míg az allergiáját kezelik) – A randiguru - Renée Zellweger – "Like a Virgin" – Bridget Jones: Mindjárt megőrülök!                                                                  | - Ryan Gosling és Rachel McAdams az esküvőn – Szerelmünk lapjai - Alexis Bledel elmondja Michael Rady-nek, hogy szereti – Négyen egy gatyában - Orlando Bloom és Eva Green csókolóznak – Mennyei királyság - Zach Braff New Jersey-ben marad Natalie Portman miatt – A régi környék - Jimmy Fallon fél térdre ereszkedik Drew Barrymorenak – Szívem csücskei - Jon Heder és Tina Majorino az iskolai táncon – Nevetséges Napóleon - Chad Michael Murray és Hilary Duff táncjelenete – Los Angeles-i tündérmese - Will Smith elmondja Eva Mendesnek, hogy szereti – A randiguru |
| Legjobb nyári film | Legijesztőbb jelenet |
| - Ünneprontók ünnepe - Gáz van, jövünk! - Batman: Kezdődik! - Földre szállt boszorkány - Charlie és a csokigyár - Fekete víz - Fantasztikus négyes - Kicsi kocsi – Tele a tank - Nyomulj és nyerj! - A sziget - Holtak földje - Világok harca | - Ryan Reynolds a fürdőkádban – A rettegés háza - A szarvasos jelenet – A kör 2. - Egy démon berángatja Stellan Skarsgårdoot a barlangba – Az ördögűző: A kezdet - Bryce Dallas Howard az ajtóban vár Joaquin Phoenix-re – A falu - Michael Keaton a statikus zajt adó tévéjére mered, mikor a szellemek eltűnnek – Fehér zaj - A gyilkos elkapja Angelina Jolie-t a matracon keresztül – Életeken át - Julianne Moore lát egy idegent felszívódni az ég felé – Felejtés - KaDee Strickland a takaró alá bújik a szellem elől – Átok                                           |
| Legjobb sikoltás | |
| - Paris Hilton felsikolt, mikor a gyilkos üldőzni kezdi – Viasztestek - Az idegen felsikolt, mikor Julianne Moore betöri az ablakokat – Felejtés - Rachel Nichols felsikolt, mikor beszorul a szekrénybee – A rettegés háza - Yuya Ozeki felsikolt a padláson – Átok - Elisabeth Shue felsikolt, mikor a gyilkos előjön a szekrénybőől – Bújócska - Naomi Watts felsikolt, mikor észreveszi, hogy a fiát megszállták – A kör 2. - Rachel Weisz felsikolt, mikor a szellemek kihúzzák az épületből – Constantine, a démonvadász - Leigh Whannell felsikolt, mikor beszorul a szobába – Fűrész | |

### Televízió
Forrás:
| Legjobb dráma/akciósorozat | Legjobb színész dráma/akciósorozatban |
| --- | --- |
| - A narancsvidék - Hetedik mennyország - Alias - Everwood - A Grace klinika - Doktor House - Lost – Eltűntek - Tuti gimi | - Adam Brody – A narancsvidék - Matthew Fox – Lost – Eltűntek - Tyler Hoechlin – Hetedik mennyország - Jesse McCartney – Mindig nyár - Ben McKenzie – A narancsvidék - Chad Michael Murray – Tuti gimi - Gregory Smith – Everwood - Tom Welling – Smallville                                            |
| Legjobb színésznő akció/drámasorozatban | Legjobb vígjátéksorozat |
| - Rachel Bilson – A narancsvidék - Mischa Barton – A narancsvidék - Hilarie Burton – Tuti gimi - Sophia Bush – Tuti gimi - Jennifer Garner – Alias - Evangeline Lilly – Lost – Eltűntek - Beverly Mitchell – Hetedik mennyország - Emily VanCamp – Everwood | - Szívek szállodája - Született feleségek - Family Guy - Dokik - A Simpson család - Azok a 70-es évek show - That’s So Raven - Tesóm nyakán |
| Legjobb színész vígjátéksorozatban | Legjobb színésznő vígjátéksorozatban |
| - Ashton Kutcher – Azok a 70-es évek show - Zach Braff – Dokik - Marques Houston – Cuts - Matt LeBlanc – Joey - Bernie Mac – The Bernie Mac Show - Seth MacFarlane – Family Guy - Jesse Metcalfe – Született feleségek - Frankie Muniz – Már megint Malcolm | - Alexis Bledel – Szívek szállodája - Pamela Anderson – Felpolcolva - Amanda Bynes – Tesóm nyakán - Eve – Eve - JoAnna Garcia – Reba - Mila Kunis – Azok a 70-es évek show - Eva Longoria – Született feleségek - Raven – That’s So Raven                                                               |
| Legjobb valóságshow | Legjobb férfi valóságshowszereplő |
| - American Idol - Topmodell leszek - The Ashlee Simpson Show - Britney & Kevin: Chaotic - Fear Factor - Growing Up Gotti - Punk’d - The Simple Life: Interns | - Bo Bice – American Idol - Travis Barker – Meet the Barkers - Stephen Colletti – Laguna Beach: The Real Orange County - Kevin Federline – Britney & Kevin: Chaotic - A Gotti testvérek – Growing Up Gotti - Bam Margera – Viva La Bam - Rob Mariano – The Amazing Race - Tom Westman – Survivor: Palau |
| Legjobb női valóságshowszereplő | Legkiemelkedőbb műsor |
| - Carrie Underwood – American Idol - Brittney Gastineau – Gastineau Girls - Victoria Gotti – Growing Up Gotti - Stephenie LaGrossa – Survivor: Palau - Amber Mariano – The Amazing Race - Shanna Moakler – Meet the Barkers - Naima Mora – Topmodell leszek - Kendra Todd – The Apprentice | - Született feleségek - A szépség és a kockafej - Törtetők - Doktor House - Lost – Eltűntek - Nincs mese - Veronica Mars - Zoey 101 |
| Legjobb áttörő alakítást nyújtó színész | Legjobb áttörő alakítást nyújtó színésznő |
| - Jesse Metcalfe – Született feleségek - Justin Chambers – A Grace klinika - Matt Czuchry – Szívek szállodája - Jorge Garcia – Lost – Eltűntek - Tyler Hilton – Tuti gimi - Josh Holloway – Lost – Eltűntek - Ian Somerhalder – Lost – Eltűntek - Jesse Spencer – Doktor House | - Eva Longoria – Született feleségek - Kristen Bell – Veronica Mars - Maggie Grace – Lost – Eltűntek - Evangeline Lilly – Lost – Eltűntek - Mia Maestro – Alias - Ellen Pompeo – A Grace klinika - Emma Roberts – Nincs mese - Jamie Lynn Spears – Zoey 101                                             |
| Legjobb kémia | Legjobb segítőtárs |
| - Adam Brody és Rachel Bilson – A narancsvidék - Mischa Barton és Ben McKenzie – A narancsvidék - Alexis Bledel és Matt Czuchry – Szívek szállodája - Matthew Fox és Evangeline Lilly – Lost – Eltűntek - Jennifer Garner és Michael Vartan – Alias - Brian Griffin és Stewie Griffin – Family Guy - James Lafferty és Chad Michael Murray – Tuti gimi - Gregory Smith és Emily VanCamp – Everwood | - Wilmer Valderrama – Azok a 70-es évek show - Donald Faison – Dokik - Jorge Garcia – Lost – Eltűntek - Brian Griffin – Family Guy - Sean Hayes – Will és Grace - Allison Mack – Smallville - Chris Pratt – Everwood - Kevin Weisman – Alias                                                            |
| Legjobb férfi tévés személyiség | Legjobb női tévés személyiség |
| - Ashton Kutcher - Simon Cowell - Nick Lachey - Mark McGrath - P. Diddy - Ty Pennington - Ryan Seacrest - Xzibit | - Jessica Simpson - Paula Abdul - Tyra Banks - Missy Elliott - Paris Hilton - Nicole Richie - Ashlee Simpson - Britney Spears |
| Legjobb tévés szülő | Legjobb nyári műsor |
| - Lauren Graham – Szívek szállodája - Stephen Collins és Catherine Hicks – Hetedik mennyország - Peter Gallagher és Kelly Rowan – A narancsvidék - Victor Garber, Lena Olin és Ron Rifkin – Alias - Moira Kelly – Tuti gimi - Annette O'Toole és John Schneider – Smallville - Homer és Marge Simpson – A Simpson család - Treat Williams – Everwood                                               | - A Degrassi gimi - Amerikai fater - The Andy Milonakis Show - A szépség és a kockafej - Big Brother - Brat Camp - Dancing with the Stars - Gordon Ramsay – A pokol konyhája - Laguna Beach: The Real Orange County - The Princes of Malibu - The Real World: Austin - Viva La Bam                      |

### Zene
Forrás:
| Legjobb férfi zenész | Legjobb női zenész |
| --- | --- |
| - Jesse McCartney - 50 Cent - Eminem - Game - Jack Johnson - John Legend - Snoop Dogg - Rob Thomas | - Kelly Clarkson - Mariah Carey - Ciara - Alicia Keys - Avril Lavigne - Ashlee Simpson - Britney Spears - Gwen Stefani |
| Legjobb R&B zenész | Legjobb rapper |
| - Mariah Carey - Ciara - Fantasia - Alicia Keys - John Legend - Mario - Omarion - Usher | - Eminem - 50 Cent - Game - Jay Z - Lil Jon - Ludacris - Snoop Dogg - Kanye West |
| Legjobb rockzenész | Legjobb zeneszám |
| - Simple Plan - 3 Doors Down - Coldplay - Franz Ferdinand - Green Day - Jimmy Eat World - The Killers - Velvet Revolver | - "Since U Been Gone" – Kelly Clarkson - "Beautiful Soul" – Jesse McCartney - "Boulevard of Broken Dreams" – Green Day - "Candy Shop" – 50 Cent - "Drop It Like It's Hot" – Snoop Dogg feat. Pharrell - "Hollaback Girl" – Gwen Stefani - "Lonely No More" – Rob Thomas - "She Will Be Loved" – Maroon 5                                               |
| Legjobb album | Legjobb R&B/Hip-Hopszám |
| - Breakaway – Kelly Clarkson - …Something to Be – Rob Thomas - American Idiot – Green Day - The Diary of Alicia Keys – Alicia Keys - The Documentary – Game - Love. Angel. Music. Baby. – Gwen Stefani - The Massacre – 50 Cent - Songs About Jane – Maroon 5 | - "1, 2 Step" – Ciara feat. Missy Elliott - "1 Thing" – Amerie - "Caught Up" – Usher - "Get Right" – Jennifer Lopez - "It’s Like That" – Mariah Carey - "Let Me Love You" – Mario - "Soldier" – Destiny’s Child feat. T.I., Lil Wayne - "Touch" – Omarion                                                                                              |
| Legjobb rapszám | Legjobb rockszám |
| - "Mockingbird" – Eminem - "Bring 'Em Out" – T.I. - "Candy Shop" – 50 Cent feat. Olivia - "Drop It Like It's Hot" – Snoop Dogg feat. Pharrell - "How We Do" – Game feat. 50 Cent - "Lovers and Friends" – Lil Jon, The East Side Boyz feat. Usher, Ludacris - "Number One Spot" – Ludacris - "Wait (The Whisper-dal)" – Ying Yang Twins | - "Boulevard of Broken Dreams" – Green Day - "Beverly Hills" – Weezer - "I Don't Want to Be" – Gavin DeGraw - "Let Me Go" – 3 Doors Down - "Mr. Brightside" – The Killers - "Pain" – Jimmy Eat World - "Scars" – Papa Roach - "She Will Be Loved" – Maroon 5                                                                                           |
| Legjobb szerelmes szám | Legkiemelkedőbb férfi zenész |
| - "We Belong Together" – Mariah Carey - "Beautiful Soul" – Jesse McCartney - "Cater 2 U" – Destiny’s Child - "Incomplete" – Backstreet Boys - "Let Me Love You" – Mario - "Slow Down" – Bobby Valentino - "Sunday Morning" – Maroon 5 - "You and Me" – Lifehouse | - Jesse McCartney - Ryan Cabrera - Gavin DeGraw - Frankie J - Game - John Legend - T.I. - Rob Thomas |
| Legkiemelkedőbb női zenész | Legjobb partiindító szám |
| - Gwen Stefani - Amerie - Ciara - Fantasia - Lindsay Lohan - Natalie - Ashlee Simpson - Brooke Valentine | - "Don't Phunk with My Heart" – The Black Eyed Peas - "1, 2 Step" – Ciara feat. Missy Elliott - "Candy Shop" – 50 Cent feat. Olivia - "Caught Up" – Usher - "Disco Inferno" – 50 Cent - "Drop It Like It's Hot" – Snoop Dogg feat. Pharrell - "Get Right" – Jennifer Lopez - "Oye Mi Canto" – N.O.R.E. feat. Nina Sky, Daddy Yankee, Big Mato, Gemstar |
| Legjobb kollaboráció | Legjobb összejövős szám |
| - "Rich Girl" – Gwen Stefani feat. Eve - "1, 2 Step" – Ciara feat. Missy Elliott - "Drop It Like It's Hot" – Snoop Dogg feat. Pharrell - "How We Do" – Game feat. 50 Cent - "MJB da MVP" – Mary J. Blige feat. Game and 50 Cent - "Numb/Encore" – Linkin Park, Jay Z - "Over and Over" – Nelly feat. Tim McGraw - "Signs" – Snoop Dogg feat. Charlie Wilson, Justin Timberlake | - "Oh" – Ciara feat. Ludacris - "Grind with Me" – Pretty Ricky - "Just a Lil Bit" – 50 Cent - "Naked" – Marques Houston - "O" – Omarion - "Obsession (No Es Amor)" – Frankie J feat. Baby Bash - "U Already Know" – 112 - "Wait" – Ying Yang Twins |
| Legjobb nyári szám | |
| - "Behind These Hazel Eyes" – Kelly Clarkson - "Don't Phunk with My Heart" – The Black Eyed Peas - "Get It Poppin" – Fat Joe feat. Nelly - "Hollaback Girl" – Gwen Stefani - "Inside Your Heaven" – Carrie Underwood, Bo Bice - "Just a Lil Bit" – 50 Cent - "Lose Control" – Missy Elliott feat. Ciara, Fatman Scoop - "Oh" – Ciara feat. Ludacris - "Pon De Replay" – Rihanna - "These Boots Are Made For Walkin'" – Jessica Simpson - "Untitled (How Could This Happen to Me?)" – Simple Plan - "We Belong Together" – Mariah Carey | |

### Személyiségek
Forrás:
| Legszexibb férfi | Legszexibb nő |
| --- | --- |
| - Chad Michael Murray - Orlando Bloom - Adam Brody - Ashton Kutcher - Jesse McCartney - Jesse Metcalfe - Omarion - Usher | - Rachel Bilson - Jessica Alba - Beyoncé - Angelina Jolie - Lindsay Lohan - Eva Longoria - Christina Milian - Jessica Simpson    |
| Legjobb humorista | Legjobb crossoverező |
| - Adam Sandler - Jim Carrey - Dave Chappelle - Will Ferrell - Tina Fey - Amy Poehler - Chris Rock - Ben Stiller          | - Jesse McCartney - André 3000 - Ashanti - Travis Barker - Paris Hilton - Tyler Hilton - Lindsay Lohan - Christina Milian        |
| Legjobb férfi vörösszőnyeges ikon                                                                                        | Legjobb női vörösszőnyeges ikon                                                                                                  |
| - Brad Pitt - André 3000 - Ashton Kutcher - Nick Lachey - Nelly - P. Diddy - Will Smith - Usher                          | - Jessica Simpson - Jessica Alba - Mischa Barton - Jennifer Garner - Paris Hilton - Eva Longoria - Jennifer Lopez - Gwen Stefani |
| Choice It Girl | |
| - Alexis Bledel - Ashanti - Sophia Bush - Amber Tamblyn                                                                  | |

### Sport
Forrás:
| Legjobb férfi atléta | Legjobb női atléta |
| --- | --- |
| - Michael Phelps - Lance Armstrong - Tom Brady - Johnny Damon - Dale Earnhardt, Jr. - LeBron James - Matt Leinart - Rafael Nadal | - Mia Hamm - Natalie Coughlin - Allyson Felix - Lisa Leslie - Misty May-Treanor és Kerri Walsh Jennings - Danica Patrick - Maria Sharapova - Michelle Wie |
| Legjobb férfi extrémsportoló | Legjobb női extrémsportoló |
| - Dave Mirra - Bob Burnquist - Ricky Carmichael - Laird Hamilton - Bucky Lasek - Ryan Nyquist - Paul Rodriguez - Shaun White     | - Layne Beachley - Megan Abubo - Gretchen Bleiler - Tara Dakides - Dallas Friday - Tarah Gieger - Lyn-Z Adams Hawkins - Hannah Teter                      |

### Miscellaneous
Reference:
| Legjobb V-Cast | Legjobb videojáték |
| --- | --- |
| - Született feleségek - 24 - Alias - Amerikai fater - Az ítélet: család - A nagy házátalakítás - The Simple Life: Interns - A Simpson család | - Grand Theft Auto: San Andreas - Halo 2 - Madden NFL 2005 - MLB 2006 - NBA Street V3 - Need for Speed: Underground 2 - Spider-Man 2 - Star Wars: Episode III – Revenge of the Sith |

## Műsorvezetők
A gálán az alábbi műsorvezetők működtek közre:
- Amanda Bynes
- Amber Tamblyn
- Anna Kournikova
- Ashlee Simpson
- Chingy
- David Boreanaz
- David Spade
- Debra Jo Rupp
- Emma Roberts
- Eva Longoria
- Eva Mendes
- Frankie J
- Halle Berry
- Hayden Panettiere
- Hilarie Burton
- Hulk Hogan
- Jesse McCartney
- Jessica Alba
- John Cena
- JoJo
- Kristen Bell
- Marlon Wayans
- Mischa Barton
- Nick Cannon
- Raven
- Regina King
- A Reunion stábja
- Richard Rubin
- Ryan Cabrera
- Ryan Reynolds
- Ryan Seacrest
- Shannon Elizabeth
- Shawn Wayans
- A Gotti testvérek
- Tyler Hilton
- Wilmer Valderrama

## Fordítás
- Ez a szócikk részben vagy egészben  a(z)   2005 Teen Choice Awards című angol Wikipédia-szócikk fordításán alapul.  Az eredeti cikk szerkesztőit annak laptörténete sorolja fel. Ez a jelzés csupán a megfogalmazás eredetét és a szerzői jogokat jelzi, nem szolgál a cikkben szereplő információk forrásmegjelöléseként.